# Монастырь Мар-Маттай
Монастырь Мар-Маттай (сир. ܕܝܪܐ ܕܡܪܝ ܡܬܝ; Монастырь св. Матфея, арабский,دير مار متى) — монастырь Сиро-яковитской церкви, расположенный на вершине горы Альфаф в Северном Ираке. Он находится в 20 километрах от Мосула. Признан одним из древнейших христианских монастырей, славится своей великолепной библиотекой с большой коллекцией сирийских христианских рукописей.

## История
Монастырь был основан в 363 году отшельником Матфеем (Маттаем), бежавшим из Амиды от преследований при римском императоре Юлиане Отступнике. Согласно сирийской традиции, он участвовал в исцелении сестры Мор Бехнама и обращении брата и сестры в христианство. Их отец, царь Синхариб, убил своих детей, но позже сам обратился в христианство и наградил Маттая землёй на вершине Альфафа, на которой он мог бы основать свою обитель. К Маттаю быстро присоединилось небольшое количество последователей-сирийцев.
В 1171 году курды совершили несколько нападений на монастырь, которые были отражены коалицией монахов и местных христиан. Курды обещали монахам, что прекратят свои атаки, и заплатили им 30 динаров, поэтому монахи отправили местных христиан обратно в свои деревни в надежде, что монастырь будет в безопасности. Однако позже 1500 курдов разграбили монастырь и убили 15 монахов, которые не нашли пристанища в верхней цитадели. Монахи, выжившие после атаки, покинули монастырь и переехали в Мосул. Узнав о нападении, правитель Мосула атаковал курдов, которые в отместку вырезали несколько несторианских деревень и напали на монастырь Мар-Сергиуса.
В 1369 году при другой атаке курдов на монастырь, пострадало большое количество рукописей. В течение XIX века курды несколько раз грабили монастырь.
Монастырь в настоящее время принадлежит Сиро-яковитской православной церкви и обеспечивает небольшую деревню внизу. Ежегодно 18 сентября христиане разных конфессий собираются в церкви монастыря, чтобы почтить Мар-Маттая в день его смерти. Монастырь в настоящее время служит пристанищем для беженцев, спасающихся от ИГИЛ, и обороняется небольшим контингентом Двех Навша и бойцов Пешмерги.